# Johan Hendrik Weidner
Pour les articles homonymes, voir Weidner.
Johan Hendrik Weidner (22 octobre 1912, Bruxelles, Belgique - 21 mai 1994, Monterey Park, Californie, États-Unis) reçut de très hautes décorations en tant que héros hollandais de la Seconde Guerre mondiale.

## Biographie

### Jeunesse
Jean Weidner vit sa jeunesse et étudie en France au campus adventiste du septième jour de Collonges-sous-Salève où son père est pasteur. Adulte, il ouvre une entreprise de textile.

### Activités durant la seconde guerre mondiale
Au commencement de la guerre, Jean habite Paris. À la suite de l'occupation allemande, il fuit de Paris à Lyon, située en zone libre. Parce qu'il abandonne son entreprise parisienne, il commence une nouvelle affaire à Lyon. En 1943, Jean fonde "Dutch-Paris" avec Herman Laatsman. Il s'agit d'une organisation clandestine dont le siège se situe à Paris et à Lyon. Afin d'utiliser la ligne d'évacuation suisse, il ouvre en fin 1942 une seconde boutique de textile à Annecy, où il recrute Marie-Louise Meunier pour le réseau Dutch-Paris.
Dutch-Paris devient une des plus grandes et des plus efficaces organisations clandestines pour sauver les personnes persécutées, les aviateurs alliés et les personnalités hollandaises via la Suisse, l'Espagne surtout dans un second temps. 
À son apogée, le réseau de résistance Dutch-Paris emploie 300 personnes. Près de 150 sont arrêtés et déportés dans les camps de concentration. Près d'un tiers meurt en captivité, dont la sœur de Jean qui jouait un rôle actif dans le réseau. La ligne d'évasion Dutch-Paris a contribué d'une manière éminente à la résistance française et a sauvé plus de 1,080 personnes, dont 800 juifs hollandais et plus de 112 aviateurs alliés. Jean est un des personnages les plus recherchés par la Gestapo pendant la guerre. Sa tête a même été mise à prix pour 5 millions de Francs. Il est pris à plusieurs reprises mais parvient à chaque fois à s'évader.

## Reconnaissance
La détermination, la force et le courage de Weidner ont servi d'exemple à beaucoup de personnes pour triompher de leur peur et se lever contre l'injustice. Sa foi chrétienne (adventiste du septième jour) lui a servi à faire "la chose juste". 
Pour ses efforts de guerre, Weidner reçoit des États-Unis la Médaille de la liberté avec Palmes d'or. Il est fait officier honorifique de l'Ordre de l'empire britannique et officier de l'Ordre néerlandais d'Orange-Naussau. La France lui attribue la Croix de Guerre, la Médaille de la Résistance et la croix de chevalier de la Légion d'honneur. Le Gouvernement belge en fait un Officier de l'ordre de Léopold.

En 1993, lors de l'ouverture du United States Holocaust Memorial Museum à Washington, D.C., il est une des sept personnes choisies pour allumer les lumières reconnaissant les sauveurs. Israël attribue à Weidner le titre de Juste parmi les nations et un arbre est planté en son nom à Yad Vashem.

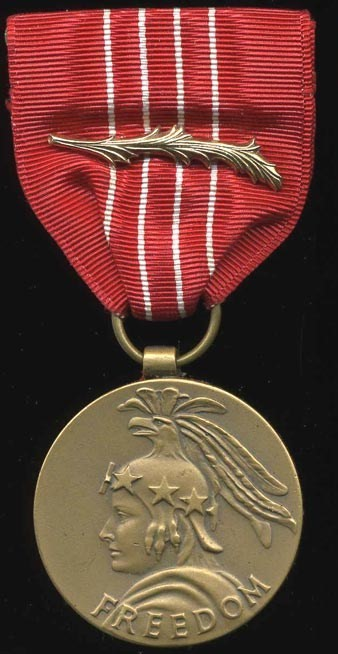
Medal of Freedom with gold palm
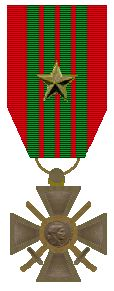
Croix de Guerre 1940 1945
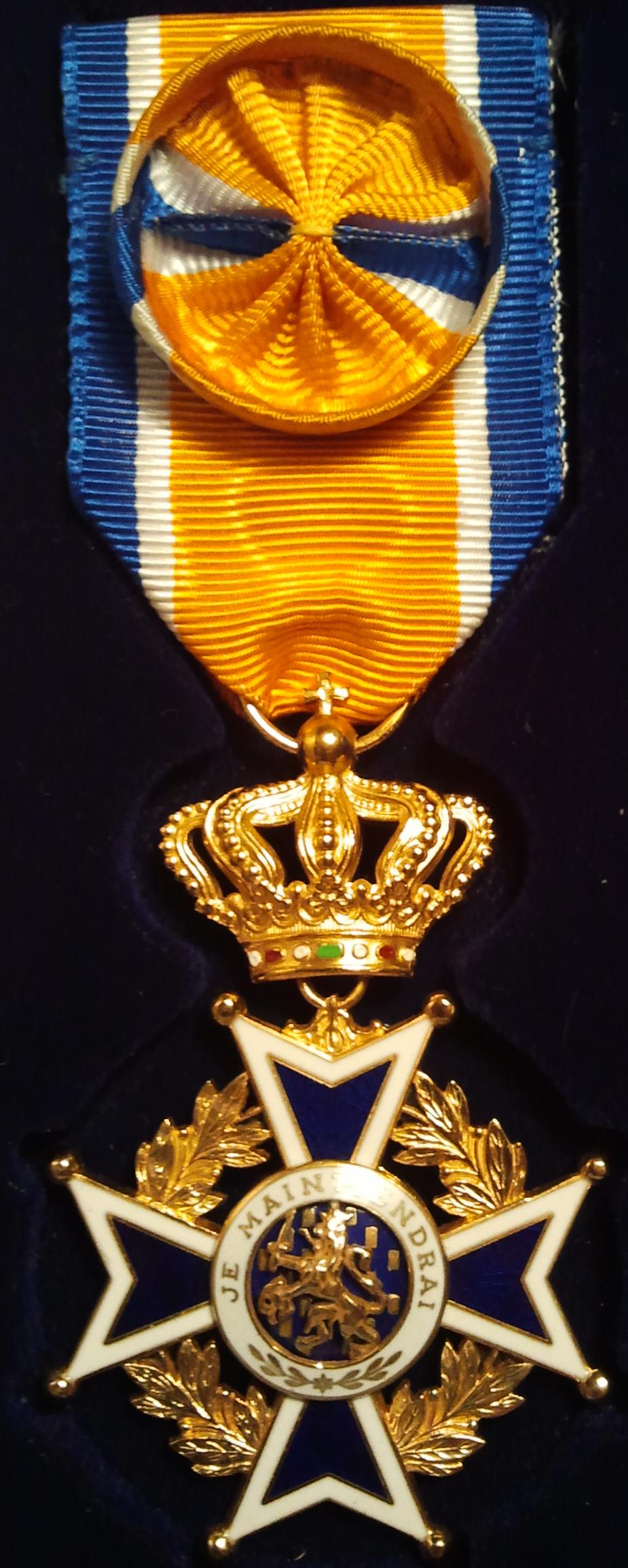
Officers of the Order of Orange-Nassau

## Sources
- How to Flee the Gestapo - Searching for the Dutch-Paris Escape Line - PhD M. Koreman
- The Weidner Foundation